# 民法 (中華民国)
民法（中華民国）（みんぽう）においては、中華民国（台湾）における私人間の権利義務を規律する基本的法律である民法について解説する。

## 概説
台湾における民法は、全5編計1225条からなる。

### 第1編「総則（總則）」について
第1編「総則（總則）」は、第1章から第7章に分かれる。
第1章は、「法例」（第1条から第5条）である。第2章「人」は、第1節「自然人」（第6条から第24条）と、第2節「法人」から成り、このうち第2節は、第1款「通則」（第25条から第44条）、第2款「社団（社團）」（第45条から第58条）、第3款「財団（財團）」（第59条から第65条）から成る。第3章は「物」（第66条から第70条）である。第4章「法律行為」であり、第1節「通則」（第71条から第74条）、第2節「行為能力」（第75条から第85条）、第3節「意思表示」（第86条から第98条）、第4節「条件および期限（條件及期限）」（第99条から第102条）、第5節「代理」（第103条から第110条）、第6節「無効および取消（無效及撤銷）」（第110条から第118条）から成る。第5章は「期日および期間（期日及期間）」（第119条から第124条）、第6章は「消滅時効（消滅時效）」（第125条から第147条）、第7章「権利の行使（權利之行使）」（第148条から第152条）である。

### 第2編「債権（債）」について
第2編「債権（債）」は、第1章「通則」と第2章「各種の債権」に分かれる。
第1章「通則」の第1節は「債権の発生（債之發生）」であり、第1款「契約」（第153条から第166条）、第2款「代理権の授与（代理權之授與）」（第167条から第171条）、第3款「事務管理（無因管理）」（第172条から第178条）、第4款「不当利得（不當得利）」（第179条から第183条）、第5款「不法行為（侵權行為）」（第184条から第198条）から成る。第2節は、「債権の目的（債之標的）」（第199条から第218条の1）である。第3節は「債権の効力（債之效力）」は、第1款「給付」（第219条から第228条）、第2款「遅延（遲延）」（第229条から第241条）、第3款「保全」（第242条から第245条）、第4款「契約」（第245条の1から第270条）から成る。第4節は、「多数債務者および債権者（多數債務人及債權人）」（第271条から第293条）、第5節は、「債権の移転（債之移轉）」（第294条から第306条）である。第6節は「債権の消滅（債之消滅）」であり、第1款「通則」（第307条・第308条）、第2款「弁済（清償）」（第309条から第325条）、第3款「供託（提存）」（第326条から第333条）、第4款「相殺（抵銷）」（第334条から第342条）、第5款「免除」（第343条）、第6款「混同」（第344条）から成る。
第2章は「各種の債権（各種之債）」である。その第1節は「売買（買賣）」であり、第1款「通則」（第345条から第347条）、第2款「効力（效力）」（第348条から第378条）、第3款「買戻（買回）」（第379条から第383条）、第4款「特殊な売買（特種買賣）」（第384条から第397条）から成る。第2節は「交換（互易）」（第398条・第399条）、第3節は「交互計算」（第400条から第405条）、第4節は「贈与（贈與）」（第406条から第420条）であり、第5節は「賃貸借（租賃）」（第421条から第463条の1）である。第6節「貸借（借貸）」（第464条から第473条）は、第1款「使用貸借（使用借貸）」（第473条）と第2款「消費貸借（消費借貸）」（第474条から第481条）から成る。第7節は「雇用（僱傭）」（第482条から第489条）、第8節は「請負（承攬）」（第490条から第514条）、第8節の1は「旅行（旅遊）」（第514条の1から第514条の12）、第9節は「出版」（第515条から第527条）、第10節は「委任」（第528条から第552条）、第11節は、「経理人および商業代理人（經理人及代辦商）」（第553条から第564条）、第12節は「仲立（居間）」（第565条から第575条）、第13節は「問屋（行紀）」（第576条から第588条）、第14節は「寄託」（第589条から第612条）、第15節は「倉庫」（第613条から第621条）である。第16節は「運送」であり、第1款「通則」（第622条・第623条）、第2款「物品運送」（第624条から第653条）、第3款「旅客運送」（第654条から第659条）から成る。第17節は、「運送取扱営業（承攬運送）」（第660条から第666条）、第18節は「組合（合夥）」（第667条から第699条）、第19節は「匿名組合（隱名合夥）」（第700条から第709条）、第19節の1は、「無尽講（合會）」（第709条の1から第709条の9）、第20節は「指図証券（指示證券）」（第710条から第718条）、第21節は「無記名証券（無記名證券）」（第719条から第728条）、第22節は「終身定期金」（第729条から第735条）、第23節は「和解」（第736条から第738条）、第24節は「保証（保證）」（第739条から第756条）、第24節の1「身元保証（人事保證）」（第756条の1から第756条の9）である。

### 第3編「物権」について
第3編「物権（物權）」は、第1章から第10章に分かれる。
第1章は、「通則」（第757条から第764条）である。
第2章「所有権（所有權）」は、第1節「通則」（第765条から第772条）、第2節「不動産所有権（不動產所有權）」（第773条から第800条の1）、第3節「動産所有権（動產所有權）」（第801条から第816条）、第4節「共有」（第817条から第831条）から成る。第3章「地上権（地上權）」は、第1節「普通地上権（普通地上權）」（第832条から第841条）、第2節「区分地上権（區分地上權）」（第841条の1から第841条の6）から成る。第4章は「（削除）永小作権（（刪除）永佃權）」（第842条から第850条）、第4章の1は、「農育権（農育權）」（第850条の1から第850条の9）、第5章は、「不動産役権（不動產役權　(原:地役權)）」（第851条から第859条の5）である。第6章は「抵当権（抵押權）」であり、第1節「普通抵当権（普通抵押權）」（第860条から第881条）、第2節「根抵当権（最高限額抵押權）」（第881条の1から第881条の17）、第3節「その他の抵当権（其他抵押權）」（第882条・第883条）から成る。第7章は「質権」であり、第1節「動産質権」（第884条から第899条の2）、第2節「権利質権」（第900条から第910条）から成る。第8章は「典権」（第911条から第927条）、第9章は「留置権」（第928条から第939条）、第10章は「占有」（第940条から第966条）である。

### 第4編「親族」について
第4編「親族」は、第1章から第7章に分かれる。
第1章は、「通則」（第967条から第971条）である。第2章「婚姻」は、第1節「婚約」（第972条から第979条の2）、第2節「婚姻」（第980条から第980条から第999条の1）、第3節「婚姻の普通的効力」（第1000条から第1003条の1）である。第4節「夫婦財産制」は、第1款「通則」（第1004条から第1015条）、第2款「法定財産制」（第1016条から第1030条の4）、第3款「約定財産制」（第1031条から第1048条）から成る。第5節は、「離婚」（第1049条から第1058条）である。第3章「父母子女」（第1059条から第1090条）である。第4章「後見（監護）」は、第1節「未成年者の後見（未成年人之監護）」（第1091条から第1109条の2）、第2節「成年者の後見および輔助（成年人之監護及輔助（原:禁治產人之監護））」（第1111条から第1113条の1）から成る。第5章は「扶養」（第1114条から第1121条）、第6章は「家」（第1122条から第1128条）であり、第7章は「親族会議」（第1129条から第1137条）である。

### 第5編「相続（繼承）」について
第5編「相続」は、第1章から第3章に分かれる。
第1章は、「遺産相続人（遺產繼承人）」（第1138条から第1146条）である。第2章「遺産の相続（遺產之繼承）」は、第1節「効力」（第1147条から第1153条）、第2節「（削除）限定相続（（刪除）限定繼承）」（第1154条から第1163条）、第3節「遺産の分割」（第1164条から第1173条）、第4節「相続の放棄（繼承之拋棄）」（第1174条から第1176条の1）、第5節「相続人の不存在（無人承認之繼承）」（第1177条から第1185条）から成る。第3章「遺言」は、第1節「通則」（第1186条から第1188条）、第2節「方式」（第1189条から第1198条）、第3節「効力」（第1199条から第1208条）、第4節「執行」（第1209条から第1218条）、第5節「撤回」（第1219条から第1222条）、第6節は「遺留分」（第1223条から第1225条）から成る。

## 沿革
中国大陸では、民法編纂の試みが清末期に始まった。松岡義正（1870年－1939年）などが招かれて作業が進められ、1911年には大清民律法案が作成されたが、立法までには至らなかった。この草案はドイツ・スイス・日本の民法典を参照して作られた。その後、中華民国が成立してから再び民法編纂が試みられ、本民法は、1929年から1931年にかけて制定・公布・施行されている。すなわち総則編は、1929年10月10日、債権・物権編は1930年5月5日、親族・相続編は1931年5月5日に施行されている。制定当時は、特に親族・相続編につき中国の伝統法や慣習法をとりいれた。ちなみに、これは民商共通法典であった。その後、1949年12月7日中華民国政府は台北に臨時首都を定めたことを宣言し、1950年3月1日蒋介石が中華民国総裁に復帰し、台湾統治の頂点に君臨するようになった。蒋介石は、中国大陸から国民党軍を引き連れてきただけでなく、中華民国が中国大陸に存在しているときに作り上げた法体系をも持ち込んだのである。1982年以降、計14回の改正がなされた。改正の内容はおおむね親族・相続編を中心としていて、男女平等に違反した規定を改正したものである。

## 日本民法との相違点
台湾民法も、日本民法と同様にドイツ民法を母法とし、パンデクテン体系をとることは共通している。しかし、台湾民法はスイス民法に倣い、民商法統一主義を採用しており、日本であれば商法総則や商行為総則に定められているような事項が規定されている。「供託（提存）」（第326条から第333条）、「経理人および商業代理人（經理人及代辦商）」（第553条から第564条）、「問屋（行紀）」（第576条から第588条）などの規定である。また日本民法は、不動産の取得、設定、喪失、変更につき、不動産登記を対抗要件とするが、台湾民法はドイツ法に倣い、不動産登記を不動産物権変動の発効要件とする。

## 特徴的な規定
本民法第1条は、法律に規定のないときは「慣習」に依り、「慣習」に規定のない場合には法理による旨を定める。臨時台湾旧慣調査会に代表されるような、大規模な慣習調査を行ったこと、それに費やされた努力ほどには慣習が立法や司法に活かされているようには見えないこと、それにもかかわらず慣習が現地で大切に思われていることは東アジア近代の共通点をなす規定である。